# Pelourinho de Atalaia do Campo
O Pelourinho de Atalaia do Campo é um pelourinho situado na Rua da Amoreira, em Atalaia do Campo, na atual freguesia de Póvoa de Atalaia e Atalaia do Campo, no município do Fundão, distrito de Castelo Branco, em Portugal.
Está classificado como Imóvel de Interesse Público desde 1933.
Embora a povoação de Atalaia do Campo remonte à época romana e tenha tido alguma importância militar na Idade Média, a sua carta de foral só foi concedida por D. Sebastião em 1570, datando de então o seu pelourinho. Assenta num soco circular com três degraus. Sobre o fuste oitavado dispõe-se uma "gaiola" com oito colunelos rematada por um cone formado por anéis ornamentados.